# Mirela Karabina
Mirela Karabina (ur. 29 maja 1966 roku w Tiranie) – albańska nauczycielka, minister edukacji, młodzieży i sportu (2017). 

## Życiorys
W 1988 ukończyła studia z zakresu języka i literatury albańskiej na Uniwersytecie Aleksander Xhuvani w Elbasanie. Naukę kontynuowała na wydziale nauk społecznych Uniwersytetu Tirańskiego, uzyskując dyplom z zakresu pedagogiki. Po studiach pracowała jako nauczycielka w szkole pedagogicznej w Elbasanie, a następnie w latach 1993-1995 jako specjalista d.s. edukacji w miejscowym kuratorium. W 1995 wyjechała do Pakistanu, gdzie jej mąż objął funkcję ambasadora Albanii.
W 2003 objęła stanowisko wicedyrektorki szkoły Osman Myderrizi w Tiranie, a  w 2005 dyrektorki szkoły 9-klasowej Pjeter Budi w Tiranie. W 2011 wyjechała do Bułgarii, gdzie jej mąż objął stanowisko ambasadora. Po powrocie do kraju w 2014 prowadziła zajęcia ze studentami na prywatnej uczelni Albanian University, a następnie na Uniwersytecie Tirańskim. W 2017 objęła kierownictwo resortu edukacji, młodzieży i sportu w rządzie Ediego Ramy i pełniła je przez trzy miesiące. W maju 2020 wzięła udział w protestach przeciwko zniszczeniu budynku Teatru Narodowego w Tiranie.
Jest mężatką (mąż Petrit), ma dwoje dzieci (Megi i Tielma).